# 川治ダム
川治ダム（かわじダム）は、栃木県日光市川治温泉川治地先、利根川水系鬼怒川の本川上流部に建設されたダムである。堤上を栃木県道23号川俣温泉川治線が走る。

## 沿革
鬼怒川流域の河川開発は1929年（昭和4年）の五十里ダム事業着手に始まり、戦後建設省（現・国土交通省関東地方整備局）によって1956年（昭和31年）に五十里ダムが完成、10年後の1966年（昭和41年）には川俣ダムが完成し、鬼怒川の治水・利水は飛躍的に改善した。
だが流域の宅地化や農地面積の拡大、首都圏における人口の増加は更なる水需要の要望となり新たなる水資源開発が求められた。更に人口増加に伴い鬼怒川の治水も万全に行わなければならないが築堤等は用地取得に難があることなどから、ダムによる総合開発が求められた。これらを受け1968年（昭和43年）より現在の地点に特定多目的ダムを建設する計画を策定し、1973年（昭和48年）に実施計画調査に入った。
型式はアーチ式コンクリートダムであり、高さは140.0m。アーチ式コンクリートダムとしては黒部ダム（川治ダムと同じく鬼怒川に建設された黒部ダムとは無関係）（黒部川本流。関西電力。186.0m）、温井ダム（太田川水系滝山川。国土交通省中国地方整備局。156.0m）、奈川渡ダム（信濃川水系犀川〔梓川〕。東京電力。155.0m）に次いで堤高が高い。利根川水系でも奈良俣ダム（楢俣川）に次いで高く、草木ダム（渡良瀬川）と並ぶ。
目的は洪水調節・不特定利水の他、地元日光市や宇都宮市・真岡市を始め千葉県成田市を始めとする北総地域及び京葉工業地域に対し上水道・工業用水・灌漑用水を供給している首都圏の水がめの一つでもある。上流の川俣ダム、支川・男鹿川の五十里ダム、2012年に完成した湯西川ダム（湯西川）と共に「鬼怒川上流ダム群」を形成しており、国土交通省関東地方整備局・鬼怒川ダム統合管理事務所によって統合管理されている。

## 川治温泉郷から見えるダム
ダム湖は「八汐湖」と呼ばれるが、名称の由来は栃木県の県花でこの辺りで咲き乱れる八汐ツツジに因る。この八汐湖により73世帯の住民が移転を余儀無くされ、用地補償の際には水源地域対策特別措置法（水特法）による国庫補助を受けている。このほか直下流の川治温泉より鬼怒川の景観確保のために水量維持を要求され、不特定利水として河川維持用水を放流している。
ダムは川治温泉郷から見える程の至近距離にあり、ダム天端から川治温泉が一望できる。鬼怒川温泉や竜王峡にも程近く交通手段も充実していることから、五十里ダムとセットで観光地として多くの観光客が訪れる。右岸・左岸両方からアクセスできる珍しいダムで、道路も整備されていることから車での来訪が多い。ダム右岸には資料館もありダムの働き等を学ぶことができる他、売店やレストランもある。八汐湖は特に上流部で枯れ木などが湖に立っていることから魚釣りのスポットとして釣り客が多い。

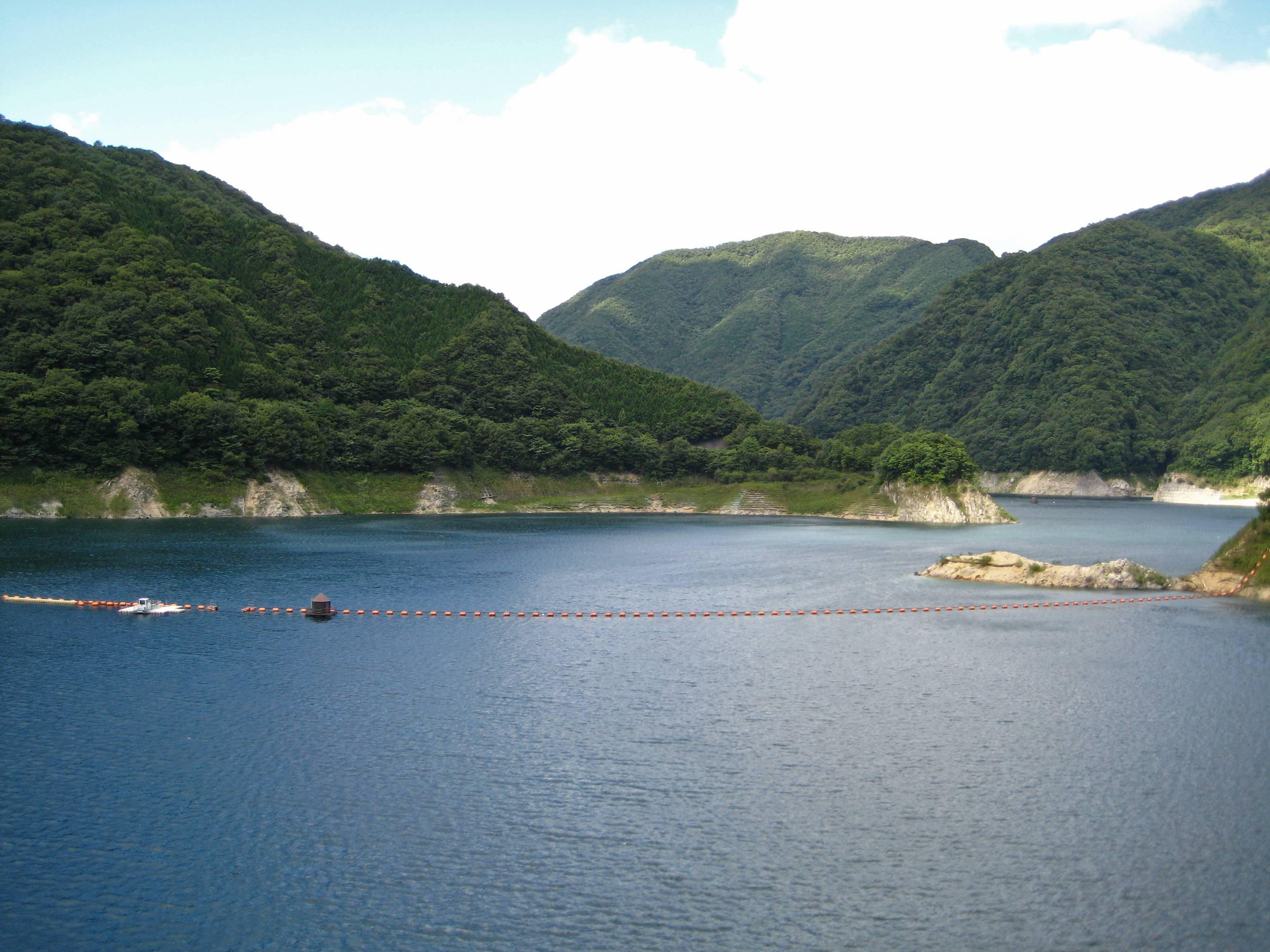
八汐湖
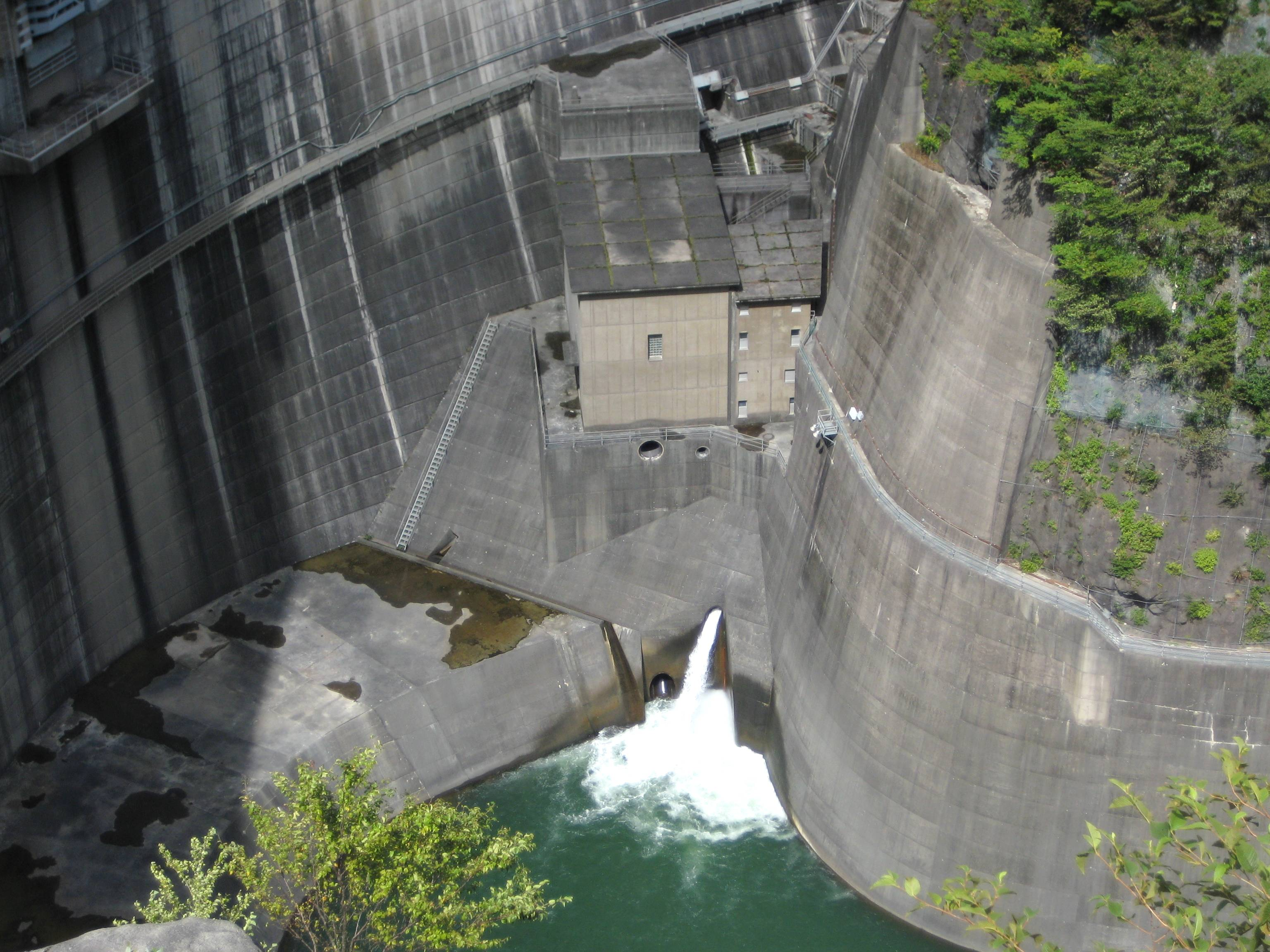
河川維持放流
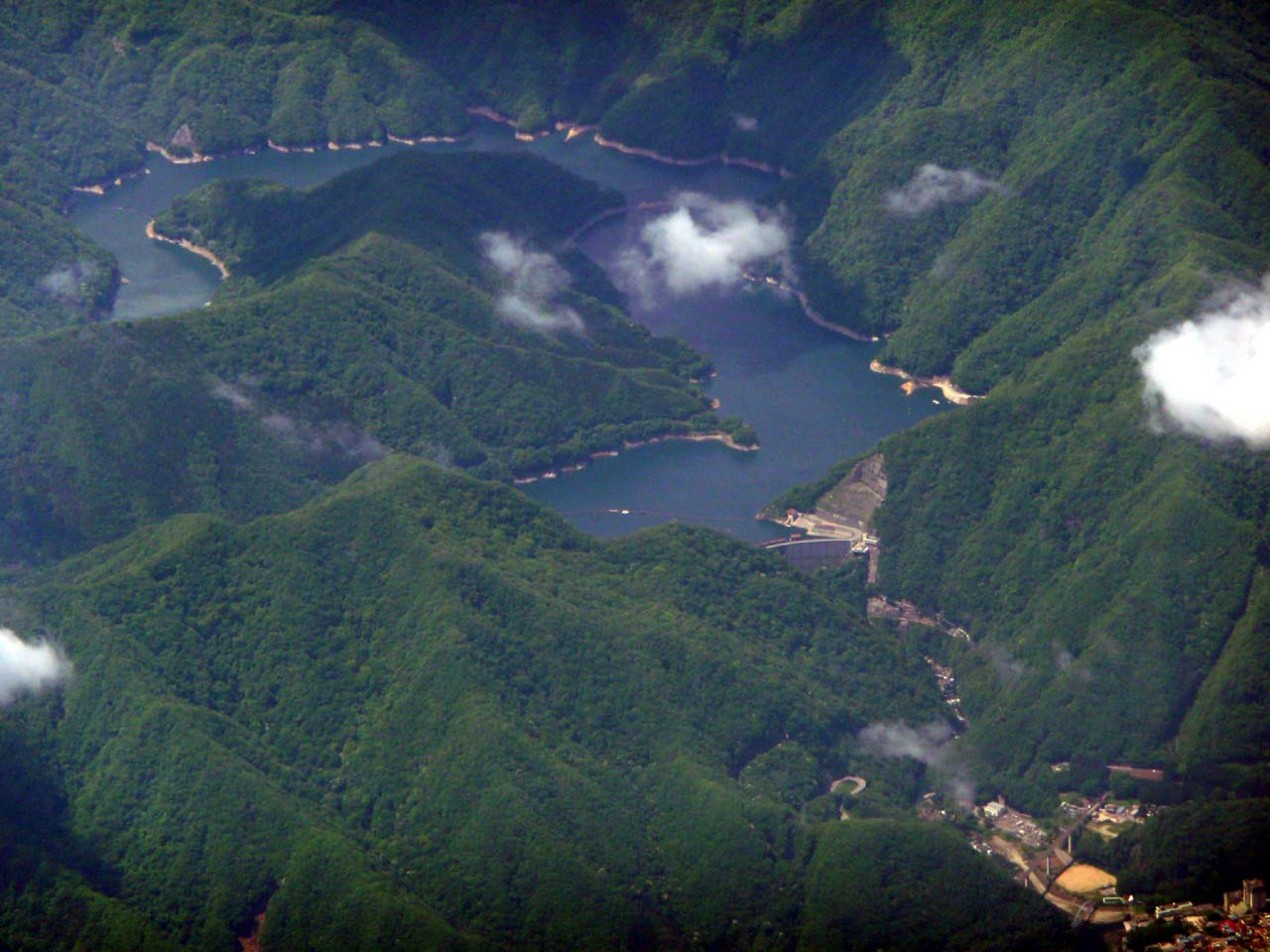
八汐湖空撮 右下には野岩鉄道会津鬼怒川線や川治温泉街が見える。
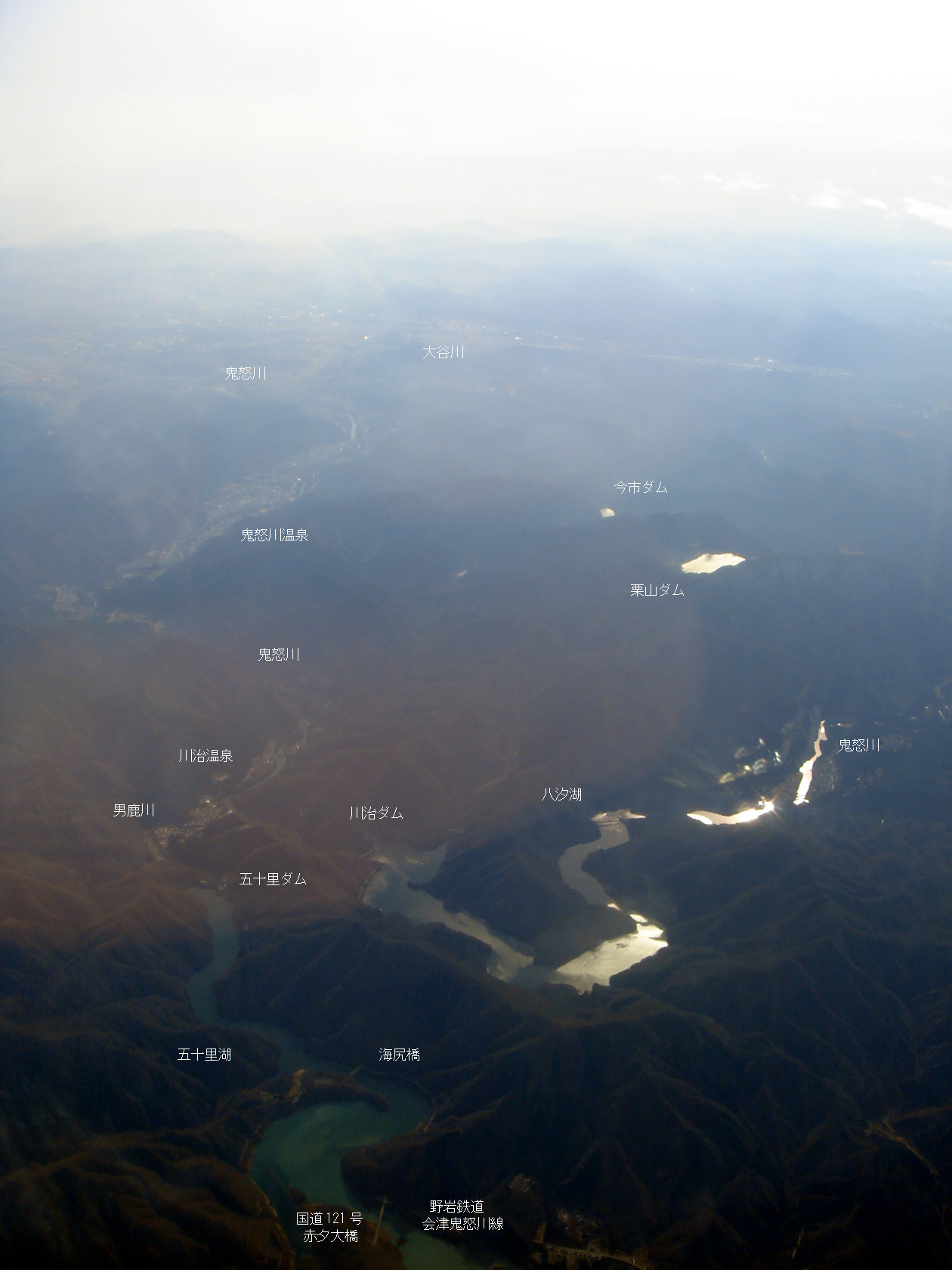
鬼怒川上流ダム群

## 川治ダムに関連する作品
- 『FRAGILE 〜さよなら月の廃墟〜』 - バンダイナムコゲームスの任天堂・Wii用ゲームソフト。作中のダムのモデル。